# اروجه
اروجه (اصفهان)، روستایی از توابع بخش کوهپایه شهرستان اصفهان در استان اصفهان ایران است.

## جمعیت
این روستا در دهستان تودشک قرار دارد و براساس سرشماری مرکز آمار ایران در سال ۱۳۸۵، جمعیت آن ۱۷ نفر (۴خانوار) بوده است.